# Insula Ormuz
Insula Ormuz (persană جزیره هرمز), este o insulă iraniană în Golful Persic. Acesta este situată în Strâmtoarea Ormuz și face parte din provincia Hormozgān.